# Бенеш Ярослав-Володимир Миколайович
Отець Бенеш Ярослав-Володимир Миколайович (25 січня 1915, Годи, нині Коломийського району Івано-Франківської області — 4 липня 1966, Торонто, Канада) — український священник (УГКЦ), церковний і освітній діяч.

## Життєпис
Закінчив духовну семінарію у Станіславі (нині Івано-Франківськ). 1939–1944 — священник у с. Тудорів (нині Гусятинського району Тернопільської області).
Від 1948 — у Канаді, священник у м. Торонто. Співпрацював у «Рідній школі», на курсах українознавства. Капелан Союзу української молоді, духовний провідник у Лізі українських католицьких жінок.
Автор статей у періодиці, спогадів.